# Магарамкентский сельсовет
Магарамкентский сельсовет  — административно-территориальная единица и муниципальное образование со статусом сельского поселения в Магарамкентском районе Дагестана Российской Федерации.
Административный центр — село Магарамкент.

## Население
| 2002  | 2010  | 2012  | 2013  | 2014  | 2015  | 2016  |
| ----- | ----- | ----- | ----- | ----- | ----- | ----- |
| 6587  | ↗7313 | ↗7328 | ↘7319 | ↗7332 | ↗7356 | ↗7389 |
| 2017  | 2018  | 2019  | 2020  | 2021  | 2023  | 2024  |
| ↗7448 | ↗7462 | ↘7454 | ↗7490 | ↘6046 | ↘5996 | ↘5936 |
| 2025  |       |       |       |       |       |       |
| ↘5933 |       |       |       |       |       |       |

## Состав
| № | Населённый пункт | Тип населённого пункта       | Население |
| - | ---------------- | ---------------------------- | --------- |
| 1 | Магарамкент      | село, административный центр | ↘5756     |
| 2 | Тагиркент        | село                         | ↘290      |